# پیت پترس
پیت پترس (هلندی: Piet Peters؛ زادهٔ ۲۸ سپتامبر ۱۹۲۱) دوچرخه‌سوار اهل هلند است.